# Japanska lingvistikolympiaden
Japanska lingvistikolympiaden (japanska: 日本言語学オリンピック, Nihon-Gengogaku-Orinpikku eller JOL) är en japansk nationell tävling som testar förmågan hos deltagarna att analysera okända språk. Den utgör även kvalificeringstävling för att avgöra vem som ska representera Japan i Asien-Stillahavsregionens lingvistikolympiaden(ja) (APLO) och International Linguistic Olympiad (IOL). Japanska lingvistikolympiaden äger rum online i december varje år.